# 하이날드쥐
하이날드쥐(Rattus hainaldi)는 시궁쥐속에 속하는 설치류의 일종이다. 라나카 산을 포함한 인도네시아 플로레스섬에서만 발견된다. 서식지 일부는 켈리무투 국립공원으로 보호되고 있다.

## 특징
꼬리 길이 161.1mm를 제외한 몸길이가 133.4mm인 대형 설치류로 발 길이는 29.5mm, 귀 길이는 21.1mm이다. 몸무게는 최대 81g이다. 털은 길고 부드럽다. 등 쪽 털은 갈색과 오렌지색이고 배 쪽은 크림색을 띤다.

## 생태
땅 위에서 주로 생활하는 육상성 동물이다.

## 분포 및 서식지
플로레스섬의 토착종이다. 해발 1,000m와 2,000m 사이의 일차림과 이차림 산지숲이다.